# 64-та армія (СРСР)
Шістдеся́т четве́рта а́рмія (64 А) — загальновійськова армія у складі Збройних сил СРСР під час Німецько-радянської війни з 10 липня 1942 по 1 травня 1943. З 1 травня перетворена на 7-му гвардійську армію.

## Командування
- Командувачі:
  - генерал-лейтенант Чуйков В. І. (липень — серпень 1942);
  - генерал-майор, з грудня 1942 генерал-лейтенант Шумилов М. С. (серпень 1942 — квітень 1943).